# Сельское поселение Большая Черниговка
Сельское поселение Большая Черниговка — муниципальное образование в Большечерниговском районе Самарской области.
Административный центр — село Большая Черниговка.

## Население
| 2010  | 2011  | 2012  | 2013  | 2014  | 2015  | 2016  | 2017  | 2018  |
| ----- | ----- | ----- | ----- | ----- | ----- | ----- | ----- | ----- |
| 7127  | ↗7165 | ↘7002 | ↘6921 | ↘6898 | ↘6869 | ↘6821 | ↘6780 | ↘6716 |
| 2019  | 2020  | 2021  |       |       |       |       |       |       |
| ↘6650 | ↘6573 | ↗6745 |       |       |       |       |       |       |

## Состав сельского поселения
| № | Населённый пункт   | Тип населённого пункта       | Население |
| - | ------------------ | ---------------------------- | --------- |
| 1 | Большая Черниговка | село, административный центр | ↘6191     |
| 2 | Гусиха             | посёлок                      | →36       |
| 3 | Кочкиновка         | посёлок                      | →169      |
| 4 | Шумовский          | посёлок                      | →550      |

## Местное самоуправление
Собрание представителей поселения — представительный орган поселения.
Глава поселения — высшее должностное лицо поселения, избираемое на основе всеобщего равного и прямого избирательного права при тайном голосовании на муниципальных выборах, исполняющее полномочия председателя Собрания представителей поселения, входящее в состав Собрания представителей поселения с правом решающего голоса.
Администрация поселения — исполнительно-распорядительный орган поселения, возглавляемый Главой поселения.